# Велика награда Монака 2022.
Велика награда Монака 2022. (званично позната као фр. Formula 1 Grand Prix de Monaco 2022) била је трка Формуле 1 одржана 29. маја 2022. на стази Монако у Кнежевини Монако. Била је то седма рунда светског шампионата Формуле 1 2022.
Шарл Леклер је узео пол испред Карлоса Саинза и Серхија Переза. Трка је почела после 65 минута закашњења. Леклер је изгубио вођство у трци због грешке у стратегији и пао је на четврто место иза Макса Верстапена и Саинза, пошто је Перез победио у трци.

## Позадина

### Шампионати пре трке
Макс Верстапен је био лидер у шампионату возача после шесте рунде, Велике награде Шпаније, са 110 бодова, 6 испред Шарла Леклера на другом и 25 испред Серхија Переза на трећем. У шампионату конструктора Ред бул је предводио Ферари за 26 поена, а Мерцедес за 75 поена.

### Учесници
Возачи и тимови су били исти као на листи за пријаву сезоне без додатних резервних возача за трку.

### Избор гума
Добављач гума Пирели је донео смеше гума Ц3, Ц4 и Ц5 (означене као тврде, средње и меке) како би тимови могли да користе на догађају.

## Тренинг
Заказана су три слободна тренинга у складу са спортским прописима. У супротности са традицијом Монака, по први пут прве две сесије нису одржане у четвртак већ у петак, у равнотежи са осталим тркачким викендима током сезоне. Прва два тренинга одржана су у 14:00 и 17:00 по локалном времену (УТЦ+02:00) 27. маја. Шарл Леклер је био најбржи у обе сесије испред Серхија Переза и Карлоса Саинза. Обе сесије су имале и по једну црвену заставицу; у првој сесији, било је то након што је Мик Шумахер стао поред пит лејна због проблема са мењачем, док је Данијел Рикардо имао судар у другој сесији. Последња сесија је одржана 28. маја у 13:00 по локалном времену, уочи квалификација. Перез је био најбржи испред Леклера и Саинза.

## Квалификације
Квалификације су одржане у 16:00 по локалном времену (УТЦ+02:00) 28. маја.

### Квалификациони извештај
У првом сегменту квалификација, уследила је црвена застава након што је Јуки Цунода пресекао баријеру, а Александер Албон, Пјер Гасли, Ланс Строл, Николас Латифи и Џоу Гуанју су елиминисани са сесије; неки возачи, као што су Валтери Ботас, Гасли, Луис Хамилтон и Џоу нису могли да прођу последњи круг због саобраћаја и прешли су линију уз карирану заставу. У другом сегменту елиминисани су Цунода, Ботас, Кевин Магнусен, Данијел Рикардо и Шумахер.
У трећем и последњем сегменту, Серхио Перез се окренуо и сударио пре деонице тунела, а затим га је ударио Карлос Саинз, који је прекасно видео жуте заставе. Изазвана је црвена застава и завршена сесија није настављена и ако је преосталио 30 секунди на сату то није било довољно да било ко започне још један брзи круг. Шарл Леклер је водио све три квалификационе сесије, заузео пол позицију испред Саинза и Переса. Лидер шампионата Макс Верстапен завршио је четврти испред Ланда Нориса, Џорџа Расела, Фернанда Алонса, који се сам сударио на Мирабоу у свом последњем брзом кругу, Хамилтон, Себастијан Фетел и Естебан Окон заокружују првих десет.

### Квалификациона класификација
| Поз.   | Бр. | Возач            | Конструктор  | Квалификациона времена | Квалификациона времена | Квалификациона времена | Стартна позиција |
| Поз.   | Бр. | Возач            | Конструктор  | К1                     | К2                     | К3                     | Стартна позиција |
| ------ | --- | ---------------- | ------------ | ---------------------- | ---------------------- | ---------------------- | ---------------- |
| 1      | 16  | Шарл Леклер      | Ферари       | 1:12,569               | 1:11,864               | 1:11,376               | 1                |
| 2      | 55  | Карлос Саинз     | Ферари       | 1:12,616               | 1:12,074               | 1:11,601               | 2                |
| 3      | 11  | Серхио Перез     | Ред бул      | 1:13,004               | 1:11,954               | 1:11,629               | 3                |
| 4      | 1   | Макс Верстапен   | Ред бул      | 1:12,993               | 1:12,117               | 1:11,666               | 4                |
| 5      | 4   | Ландо Норис      | Макларен     | 1:12,927               | 1:12,266               | 1:11,849               | 5                |
| 6      | 63  | Џорџ Расел       | Мерцедес     | 1:12,787               | 1:12,617               | 1:12,112               | 6                |
| 7      | 14  | Фернандо Алонсо  | Алпин        | 1:13,394               | 1:12,688               | 1:12,247               | 7                |
| 8      | 44  | Луис Хамилтон    | Мерцедес     | 1:13,444               | 1:12,595               | 1:12,560               | 8                |
| 9      | 5   | Себастијан Фетел | Астон Мартин | 1:13,313               | 1:12,613               | 1:12,732               | 9                |
| 10     | 31  | Естебан Окон     | Алпин        | 1:12,848               | 1:12,528               | 1:13,047               | 10               |
| 11     | 22  | Јуки Цунода      | Алфа Таури   | 1:13,110               | 1:12,797               | Н/Д                    | 11               |
| 12     | 77  | Валтери Ботас    | Алфа Ромео   | 1:13,541               | 1:12,909               | Н/Д                    | 12               |
| 13     | 20  | Кевин Магнусен   | Хас          | 1:13,069               | 1:12,921               | Н/Д                    | 13               |
| 14     | 3   | Данијел Рикардо  | Макларен     | 1:13,338               | 1:12,964               | Н/Д                    | 14               |
| 15     | 47  | Мик Шумахер      | Хас          | 1:13,469               | 1:13,081               | Н/Д                    | 15               |
| 16     | 23  | Александер Албон | Вилијамс     | 1:13,611               | Н/Д                    | Н/Д                    | 16               |
| 17     | 10  | Пјер Гасли       | Алфа Таури   | 1:13,660               | Н/Д                    | Н/Д                    | 17               |
| 18     | 18  | Ланс Строл       | Астон Мартин | 1:13,678               | Н/Д                    | Н/Д                    | 18               |
| 19     | 6   | Николас Латифи   | Вилијамс     | 1:14,403               | Н/Д                    | Н/Д                    | 19               |
| 20     | 24  | Џоу Гуанју       | Алфа Ромео   | 1:15,606               | Н/Д                    | Н/Д                    | 20               |
| Извор: |     |                  |              |                        |                        |                        |                  |

## Трка
Трка је требало да почне у 15:00 по локалном времену 29. маја и требало је да траје 78 кругова. Почетак трке је прво одложен за 15:16, пошто је откривена јака киша која се приближава стази. Кашњење је било да би се тимовима дало времена да пређу на гуме за кишу пре почетка. Два формацијски круга вожена су у 15:16, пре него што је донета одлука да се због интензитета кише обустави стартна процедура, а сви аутомобили су усмерени на пит лајн. У интервалу између 15:16 и 16:05, нестанак струје на системима за сигнализацију старта, укључујући стартни портал и сигналне светлосне табле, проузроковао је даље кашњење. Овај квар, чак и након поправке, довео је у сумњу способност да се уопште изведе старт из места, а стартови су коришћени до краја сесије трке. Два формацијска круга смањила су планирану дистанцу трке за један круг, на 77.

### Извештај трке
Трка је почела када је сигурносни аутомобил ушао у пит лејна у 16:05, са свим возачима на гумама за кишу и планираним стартом. Николас Латифи је ударио у укосницу, а Ланс Строл је ударио у препреке код Масенеа док је још увек био иза сигурносног аутомобила; обојица су отишли у пит лејн да поправе своја кола. На старту трећег круга Шарл Леклер водио је трку испред Карлоса Саинза, Серхија Переза, Макса Верстапена и Ланда Нориса. Киша је престала, а Пјер Гасли се одлучио за средње гуме у 4. кругу, који су пратили други возачи у задњем делу поредка; престигао је Џоу Гуанјуа и Данијела Рикарда у 12. односно 15. кругу. До 14. круга, Леклер је остварио предност од 4,7 секунди у односу на Саинза, који је био испред Переза за 2,6 секунди и Верстапена неколико секунди више.
У 17. кругу, Перез је прешао на средње гуме, а пратили су га Верстапен и Леклер у 19. кругу. Ово је оставило Саинза у вођству, јединог возача од прва четири који је још увек на гумама за кишу. Естебан Окон и Луис Хамилтон су се сударили без оштећења у 18. кругу, а Окон је добио казну од пет секунди због контакта, у 20. кругу Хамилтон је покушао да обиђе Окона, али није успео. У 21. кругу, лидер трке Саинз је добио инструкције да оде у бокс, да замени са гума за кишу директно на гуме за суво. Леклеру је прво преко тимског радија речено да иде у бокс, а затим да ипак не иде након што се већ уша о у пит лејн, оба Ферарија су изашла из бокса, а Саинз и Леклер су прешли на тврду гуму. Због Леклеровог бокса одмах иза Саинза (што је узроковало кашњење у његовом стајању) и обилажења за круг Александера Албона и Латифија, Леклер је назадовао на четврто место иза Верстапена, док се Саинз поново придружио стази на другом месту, иза Переза и испред Верстапена.
У 26. кругу, Мик Шумахер је изгубио контролу над својим аутомобилом кроз део базена, ударивши у баријере. Иако је аутомобил изгубио задњи део и поделио се на пола, Шумахер је из несреће изашао неповређен. Ово је довело до виртуелног сигурносног аутомобила, затим потпуног сигурносног аутомобила, пре него што је трка прекинута са црвеном заставом, с обзиром на потребу да се поправе баријере. У условима црвене заставице, тимовима је дозвољено да мењају гуме по жељи. Оба Феррари аутомобила су задржала тврде гуме на којима су возили, док су аутомобили Ред була прешли на нове средње гуме. Трка је настављена у 17:15 испод сигурносног аутомобила са другим стартом. При поновном старту, Перез је водио испред Саинза, Верстапена, Леклера, Џорџа Расела, Ланда Нориса и Фернанда Алонса, који је успео да задржи позицију на стази упркос споријим темпом од неколико секунди. У 51. кругу, Норис је отишао у бокс по средње гуме, док је Џоу покушао да претекне Јукија Цуноду на излазу из тунела, али је умало изгубио контролу над болидом. У последњим круговима, Перез је имао оштећења на гумама, али је успео да задржи вођство и победи у трци, испред Саинза, Верстапена, Леклера и Расела који су завршили у првих пет. Норис, Алонсо, Хамилтон, Валтери Ботас и Себастијан Фетел употпунили су првих десет, а Окон је пао на 12. Због бројних кашњења стигло је временско ограничење од два сата за трку, а одрађена су само 64 круга.
Након трке, Леклер је трку описао као "тоталну катастрофу", и директор тима Ферарија Матија Биното рекли су да ће истражити стратешку грешку. У исто време, Ферари је уложио протест против Ред була, наводећи да су оба аутомобила прешла линију на излазу из бокса, тражећи казну од пет секунди, осврнувши се на ВН Турске 2020. и појашњење правила. Судије су одбацили оба протеста након што је Ферари признао да гуме Ред була аутомобила нису прешле белу линију. Белешке директора трке су погрешно копиране и налепљене од 2021. године, а правило је промењено од 2021. са „било који део аутомобила“ на „било која гума аутомобила“ не сме да пређе границу, да се правила нису променила, Верстапен би прекршио правило. ФИА је била подвргнута додатним критикама, укључујући власнике Формуле 1 и Хамилтона, за одлагање почетка.

### Тркачка класификација
| Поз.                                                      | Бр. | Возач            | Конструктор  | Кругови | Време/Разлика | Место | Поени |
| --------------------------------------------------------- | --- | ---------------- | ------------ | ------- | ------------- | ----- | ----- |
| 1                                                         | 11  | Серхио Перез     | Ред бул      | 64      | 1:56:30,265   | 3     | 25    |
| 2                                                         | 55  | Карлос Саинз     | Ферари       | 64      | +1,154        | 2     | 18    |
| 3                                                         | 1   | Макс Верстапен   | Ред бул      | 64      | +1,491        | 4     | 15    |
| 4                                                         | 16  | Шарл Леклер      | Ферари       | 64      | +2,922        | 1     | 12    |
| 5                                                         | 63  | Џорџ Расел       | Мерцедес     | 64      | +11,968       | 6     | 10    |
| 6                                                         | 4   | Ландо Норис      | Макларен     | 64      | +12,231       | 5     | 91    |
| 7                                                         | 14  | Фернандо Алонсо  | Алпин        | 64      | +46,358       | 7     | 6     |
| 8                                                         | 44  | Луис Хамилтон    | Мерцедес     | 64      | +50,388       | 8     | 4     |
| 9                                                         | 77  | Валтери Ботас    | Алфа Ромео   | 64      | +52,525       | 12    | 2     |
| 10                                                        | 5   | Себастијан Фетел | Астон Мартин | 64      | +53,536       | 9     | 1     |
| 11                                                        | 10  | Пјер Гасли       | Алфа Таури   | 64      | +54,289       | 17    |       |
| 12                                                        | 31  | Естебан Окон     | Алпин        | 64      | +55,6442      | 10    |       |
| 13                                                        | 3   | Данијел Рикардо  | Макларен     | 64      | +57,635       | 14    |       |
| 14                                                        | 18  | Ланс Строл       | Астон Мартин | 64      | +1:00,802     | 18    |       |
| 15                                                        | 6   | Николас Латифи   | Вилијамс     | 63      | +1 круг       | 19    |       |
| 16                                                        | 24  | Џоу Гуанју       | Алфа Ромео   | 63      | +1 круг       | 20    |       |
| 17                                                        | 22  | Јуки Цунода      | Алфа Таури   | 63      | +1 круг       | 11    |       |
| Оду                                                       | 23  | Александер Албон | Вилијамс     | 48      | Механички3    | 16    |       |
| Оду                                                       | 47  | Мик Шумахер      | Хас          | 24      | Инцидент      | 15    |       |
| Оду                                                       | 20  | Кевин Магнусен   | Хас          | 19      | Притисак воде | 13    |       |
| Најбржи круг: Ландо Норис (Макларен) – 1:14,693 (круг 55) |     |                  |              |         |               |       |       |
| Извор:                                                    |     |                  |              |         |               |       |       |

Напомена
- ^1  – Укључује један бод за најбржи круг.[50]
- ^2  – Естебан Окон је завршио на 9. месту, али је добио казну од пет секунди због инцидента са Луисом Хамилтоном.[49]
- ^3  – Александер Албон је добио пет секунди казне због напуштања стазе и стицања предности. На његову коначну позицију није утицала казна пошто је одустао.[49]

## Поредак шампионата после трке
|  | Поз. | Возач          | Поени |
|  | ---- | -------------- | ----- |
|  | 1    | Макс Верстапен | 125   |
|  | 2    | Шарл Леклер    | 116   |
|  | 3    | Серхио Перез   | 110   |
|  | 4    | Џорџ Расел     | 84    |
|  | 5    | Карлос Саинз   | 83    |

|  | Поз. | Конструктор | Поени |
|  | ---- | ----------- | ----- |
|  | 1    | Ред бул     | 235   |
|  | 2    | Ферари      | 199   |
|  | 3    | Мерцедес    | 134   |
|  | 4    | Макларен    | 59    |
|  | 5    | Алфа Ромео  | 41    |

- Напомена: Само првих пет позиција су приказане на табели.